# Karel Otrok
Karel III. Akvitanski, imenovan Otrok (latinsko Karolus puer, francosko Charles l'Enfant) je bil od oktobra 855 do svoje smrti kralj Akvitanije, * 847/848, Frankfurt ob Majni, † 29. september 866, Buzançais. 

## Življenje
Karel je bil mlajši sin Karla II. Plešastega, kralja Zahodnofrankovskega kraljestva, in Ermentrude, hčerke Odona I., grofa Orléansa. Njegov starejši brat je bil kasnejši kralj Zahodne Frankovske Ludvik II. Jecljavi. 
Karlov oče se je od leta 838 boril za akvitansko krono s svojim nečakom Pipinom II. Akvitanskim. Leta 852 mu je uspelo ujeti Pipina in ga zapreti v samostan Saint Médard v Soissonsu. Drugi pretendent na akvitanski prestol, Ludvik Mlajši, sin Ludvika Nemškega, starejšega brata Karla Plešastega, je leta 855 izstopil iz vojne za krono. Karel Plešasti je podelil Akvitanijo svojemu mlajšemu desetletnemu sinu Karlu, ki je bil istega leta okronan v Limogesu. Za njegovega skrbnika je določil Ranulfa, grofa Poitiersa,  in ga povišal v vojvodo Akvitanije. 
Za razliko od predhodnikov na akvitanskem prestolu (Ludvik Pobožni, Pipin I. in Pipin II.) mladi kralj ni vladal samostojno. Kraljestvo ni imelo svoje uprave in vse odločitve je sprejemal Karel Sveti. Uprava kraljestva je bila v rokah sveta, ki mu je predsedoval vojvoda Ranulf. 
Leta 862 je mladi kralj poskušal pridobiti nekaj neodvisnosti od svojega očeta. Brez njegovega dovoljenja se je poročil z vdovo Humberta II., grofa Bourgesa, in po nasvetu svojih najbližjih svetovalcev, grofov Etienna in Acfreda, prosil očeta, naj mu preda vso oblast v Akvitaniji. Karel Plešasti je prošnjo štel za upor. Leta 863 je napadel Akvitanijo, ujel sina in ga zaprl v Compiègnu, nato pa njegovo ženo odpustil z dvora in razveljavil njun zakon. Karel Otrok se je leta 865 kljub temu vrnil v Akvitanijo. 
Akvitanci so si ves čas Karlove vladavine prizadevali za odcepitev od Zahodnofrankovskega kraljestva in podpirali Pipina II., ko je pobegnil iz zapora, kamor ga je leta 854 vrgel Karel Sveti. Karlova vojna s Pipinom II. je trajala do leta 864, ko je bil Karlov tekmec ponovno ujet in zaprt v Senlisu, kjer je, očitno kmalu zatem, umrl. 
Istega leta naj bi se Karel Otrok med lovom poškodoval. V igranem spopadu naj bi ga nasprotnik po nesreči udaril z mečem po glavi in od takrat naj bi trpel za epilepsijo. Umrl je brez otrok v Buzançaisu dve leti pozneje, 29. septembra 866, star sedemnajst let. Njegov mlajši brat, menih Karlman, in nadškof Bulfad sta ga dala pokopati v cerkvi sv. Sulpicija v Bourgesu. Oblast v Akvitaniji je prevzel njegov starejši brat Ludvik II. Jecljavi.